# Konkávní funkce

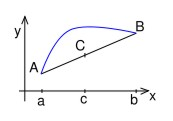
Graf funkce konkávní na intervalu konkávnosti leží nad spojnicí krajních bodů tohoto intervalu

Spojitá konkávní funkce na intervalu {\displaystyle (a,b)}, je význačná tím, že její graf leží pod každou její sestrojenou tečnou. Jednoduchou a názornou pomůckou může být představa grafu konkávní funkce na {\displaystyle (a,b)} jako šálku, do kterého nelze nalít kávu, protože se vždy vylije. Opačný případ tvoří konvexní funkce. Samotná definice je analyticky odvozena z vlastností funkčních hodnot konkávní funkce vzhledem ke spojnici krajních bodů intervalu konkávnosti. Lze říci, že funkční hodnoty konkávní funkce jsou na intervalu konkávnosti vždy nad spojnicí zmíněných krajních bodů.

## Definice

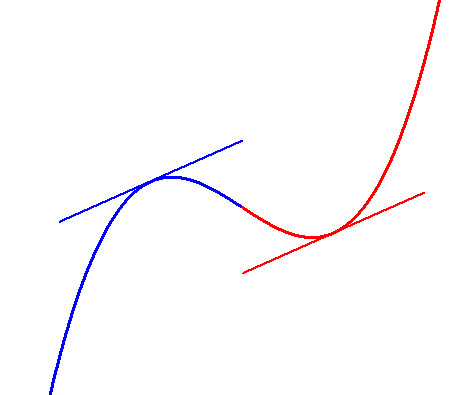
Konkávní část funkce je vyznačena modře. Graf na tomto intervalu leží pod tečnou. Zbylá červená křivka označuje konvexní část a její graf leží nad tečnou

Definici konkávnosti funkce lze rozdělit na definici konkávnosti funkce a speciálního případu – ryzí konkávnosti funkce. Většinu elementárních funkcí lze však považovat za ryze konkávní respektive ryze konvexní. Příkladem mohou být polynomy.

### Definice ryze konkávní funkce
Nechť f je funkce spojitá na intervalu {\displaystyle (a,b)}. Pak říkáme, že funkce f je na intervalu {\displaystyle (a,b)} ryze konkávní právě tehdy, když pro všechny {\displaystyle \lambda \in (0,1)} platí

### Definice konkávní funkce
Nechť f je funkce spojitá na intervalu {\displaystyle (a,b)}. Pak říkáme, že funkce f je na intervalu {\displaystyle (a,b)} konkávní právě tehdy, když pro všechny {\displaystyle \lambda \in (0,1)} platí

## Intervaly konkávnosti
Při hledání intervalů, na kterých je funkce konkávní se postupuje pomocí druhé derivace funkce. Intervaly konvexnosti a konkávnosti funkce dělí inflexní body. V těchto bodech funkce mění zakřivení. Funkce je proto ryze konkávní na intervalu, kde {\displaystyle f''(x)<0}. Analogicky se odvodí pravidlo pro interval konkávní funkce {\displaystyle f''(x)\leq 0}. Daná derivace musí existovat. To, že funkce je diferencovatelná nevyplývá přímo z podmínky spojitosti zkoumané funkce, proto je třeba přidat podmínku diferencovatelnosti.